# 特倫托·齊默爾曼

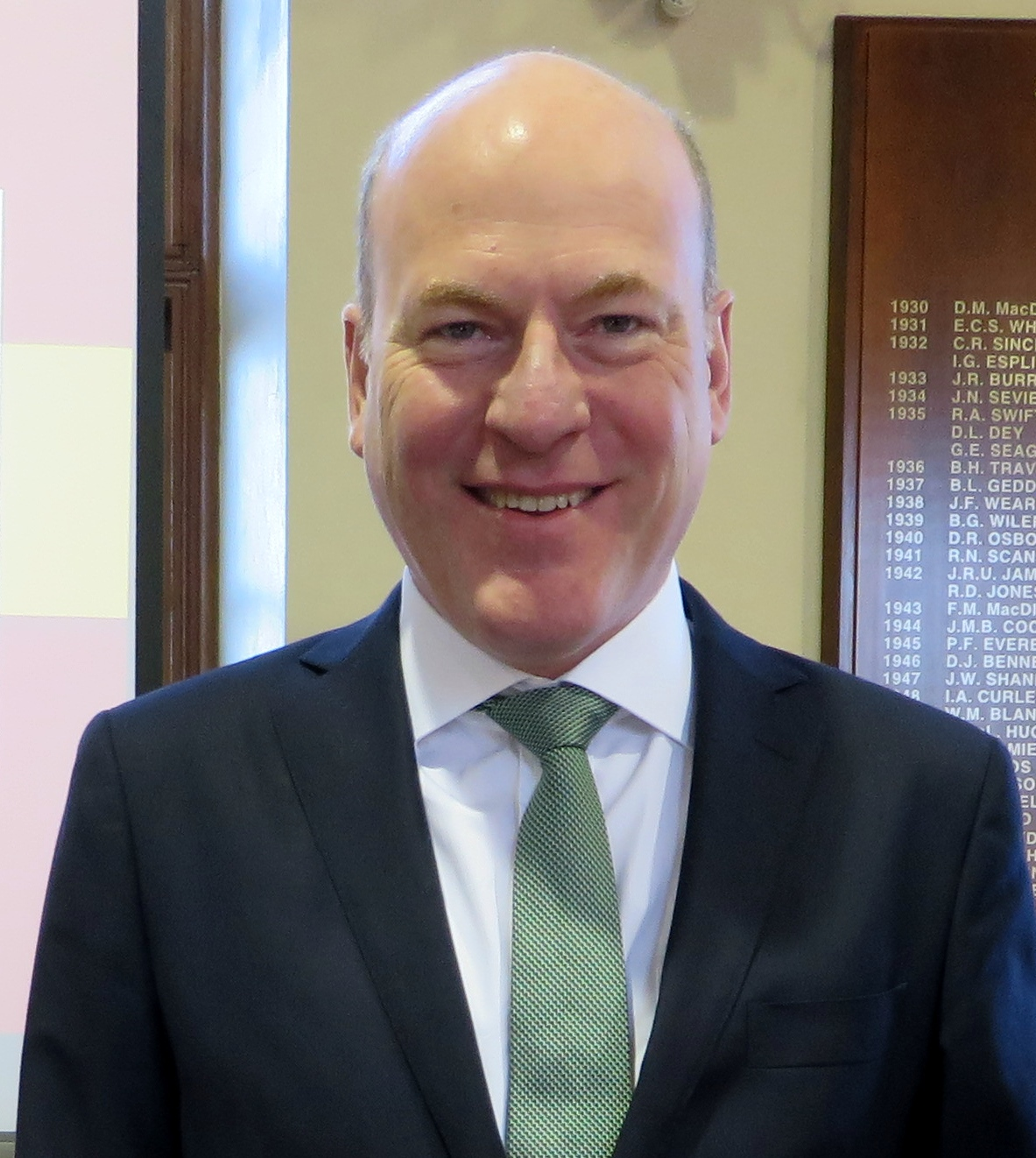

特倫托·齊默爾曼（Trent Zimmerman，1968年10月15日—）是一位澳洲政治人物，他的黨籍是屬中間偏右的澳大利亞自由黨。
自2015年開始，他是北雪梨選區選出的澳大利亞眾議院的議員。他是澳洲國會的五位LGBT議員之一，亦是首位出櫃為同性戀者的澳洲國會眾議員。